# Mistrzostwa Świata w Lekkoatletyce 1987 – chód na 50 km mężczyzn

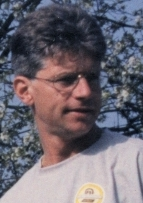
Mistrz świata Hartwig Gauder

Chód na 50 kilometrów mężczyzn – jedna z konkurencji rozgrywanych podczas lekkoatletycznych mistrzostw świata w 1987. Meta znajdowała się na Stadionie Olimpijskim w Rzymie.
Zwycięzcą został Hartwig Gauder z Niemieckiej Republiki Demokratycznej. Tytułu zdobytego na poprzednich mistrzostwach nie obronił Ronald Weigel z NRD, który tym razem zdobył srebrny medal.

## Terminarz
| Data       |       |
| ---------- | ----- |
| 5 września | Finał |

## Rekordy
|                          | Zawodnik      | Wynik   | Miejsce  | Data                  |
| ------------------------ | ------------- | ------- | -------- | --------------------- |
| Rekord świata            | Ronald Weigel | 3:38:17 | Poczdam  | 25 maja 1986(dts)     |
| Rekord mistrzostw świata | Ronald Weigel | 3:43:08 | Helsinki | 12 sierpnia 1983(dts) |

## Wyniki

### Finał
| Poz. | Imię i nazwisko       | Narodowość        | Wynik   | Uwagi |
| ---- | --------------------- | ----------------- | ------- | ----- |
| 1    | Hartwig Gauder        | NRD               | 3:40:53 | CR    |
| 2    | Ronald Weigel         | NRD               | 3:41:30 |       |
| 3    | Wiaczesław Iwanienko  | ZSRR              | 3:44:02 |       |
| 4    | Raffaello Ducceschi   | Włochy            | 3:47:49 |       |
| 5    | Martín Bermúdez       | Meksyk            | 3:48:27 |       |
| 6    | Sandro Bellucci       | Włochy            | 3:48:52 |       |
| 7    | Pavol Szikora         | Czechosłowacja    | 3:49:44 |       |
| 8    | Arturo Bravo          | Meksyk            | 3:52:08 |       |
| 9    | Andres Marín          | Hiszpania         | 3:52:16 |       |
| 10   | Godfried Dejonckheere | Belgia            | 3:52:21 |       |
| 11   | Raúl González         | Meksyk            | 3:53:30 |       |
| 12   | Erling Andersen       | Norwegia          | 3:55:52 |       |
| 13   | François Lapointe     | Kanada            | 3:56:11 |       |
| 14   | Thierry Toutain       | Francja           | 3:56:34 |       |
| 15   | José Pinto            | Portugalia        | 3:56:40 |       |
| 16   | Carl Schueler         | Stany Zjednoczone | 3:57:09 |       |
| 17   | Marco Evoniuk         | Stany Zjednoczone | 3:57:43 |       |
| 18   | Pavol Blažek          | Czechosłowacja    | 3:58:43 |       |
| 19   | Paul Blagg            | Wielka Brytania   | 3:59:55 |       |
| 20   | Jan Cortenbach        | Holandia          | 4:00:10 |       |
| 21   | Takehiro Sonohara     | Japonia           | 4:00:11 |       |
| 22   | Jim Heiring           | Stany Zjednoczone | 4:03:34 |       |
| 23   | Alain Lemercier       | Francja           | 4:09:53 |       |
| 24   | Denis Terraz          | Francja           | 4:10:55 |       |
| 25   | Michael Harvey        | Australia         | 4:11:04 |       |
| 26   | Willi Sawall          | Australia         | 4:14:25 |       |
| 27   | Martin Archambault    | Kanada            | 4:26:03 |       |
| –    | Manuel Alcalde        | Hiszpania         | DNF     |       |
| –    | Reima Salonen         | Finlandia         | DNF     |       |
| –    | Bo Gustafsson         | Szwecja           | DQ      |       |
| –    | Grzegorz Ledzion      | Polska            | DQ      |       |
| –    | Jordi Llopart         | Hiszpania         | DQ      |       |
| –    | Dietmar Meisch        | NRD               | DQ      |       |
| –    | Wieniamin Nikołajew   | ZSRR              | DQ      |       |
| –    | Giacomo Poggi         | Włochy            | DQ      |       |
| –    | Vesa Puukari          | Finlandia         | DQ      |       |
| –    | Walerij Suncow        | ZSRR              | DQ      |       |